# بخش مرکزی شهرستان اسلامشهر
بخش مرکزی، بخشی از شهرستان اسلامشهر، از توابع استان تهران است. این بخش مشتمل بر دو شهر اسلام‌شهر و احمدآباد مستوفی است، که پیشتر دهستان بوده.
مرکز بخش، شهر اسلام‌شهر است و تنها دهستان بخش مرکزی، ده‌عباس نام دارد. طبق سرشماری سال ۱۳۸۵، در این بخش ۳۹۴٬۱۵۱ نفر ساکن بوده‌اند که از این تعداد ۲۰۳٬۴۱۶ نفر مرد و ۱۹۰٬۷۳۵ نفر آن‌ها زن بودند.